# Avior Airlines
Cet article concerne la compagnie aérienne. Pour l'étoile, voir Epsilon Carinae.
Un viaje de diferencias
Avior ou Avior Airlines (Code AITA : 9V ; Code OACI : ROI) est une compagnie aérienne du Venezuela.
Le 30 novembre 2017, elle est rajoutée à la liste noire des compagnies aériennes établie par l'Union européenne.

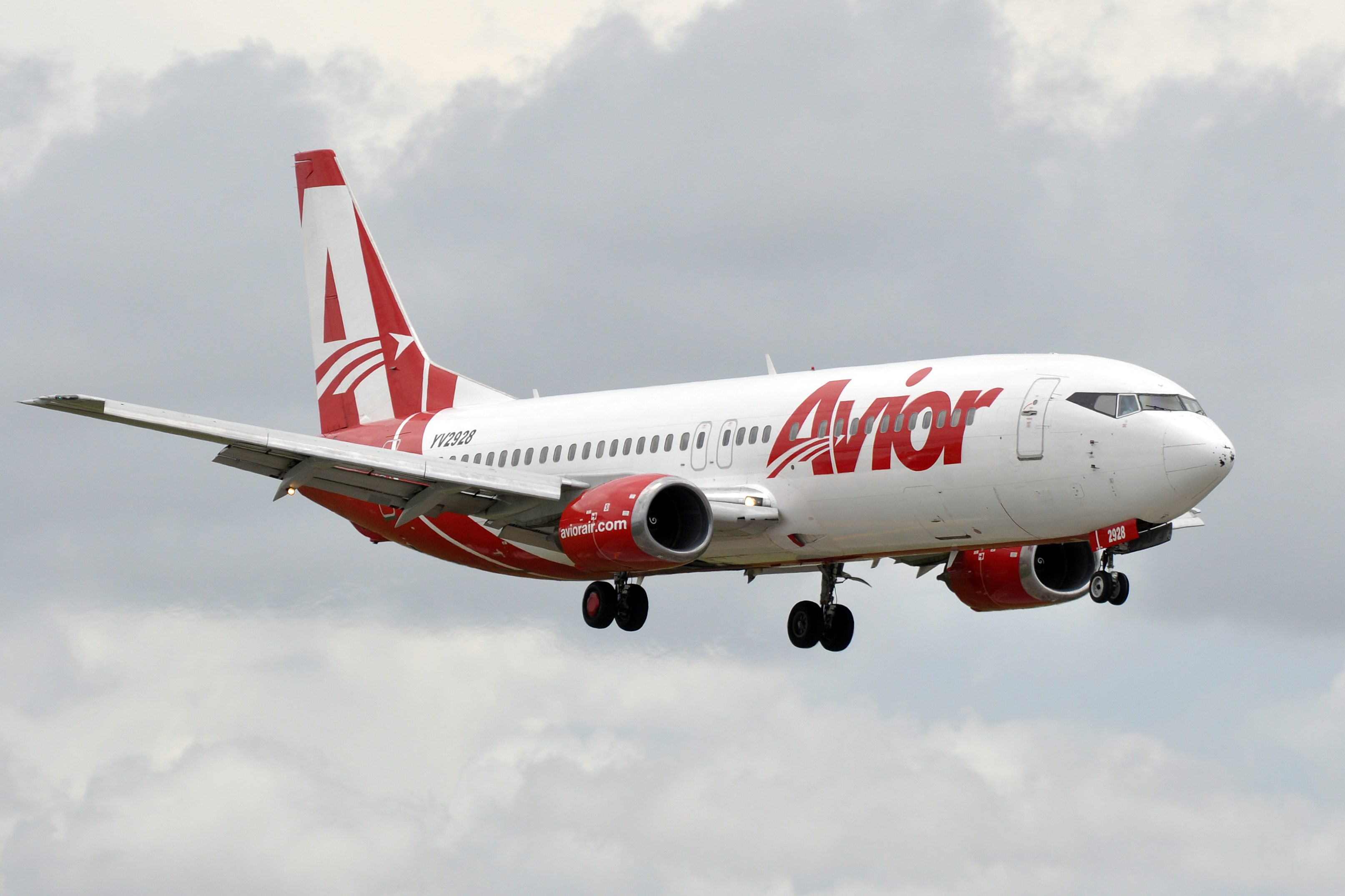
Un Boeing de la compagnie.

## Histoire
La compagnie Avior Airlines est fondée en 1994.

## Flotte

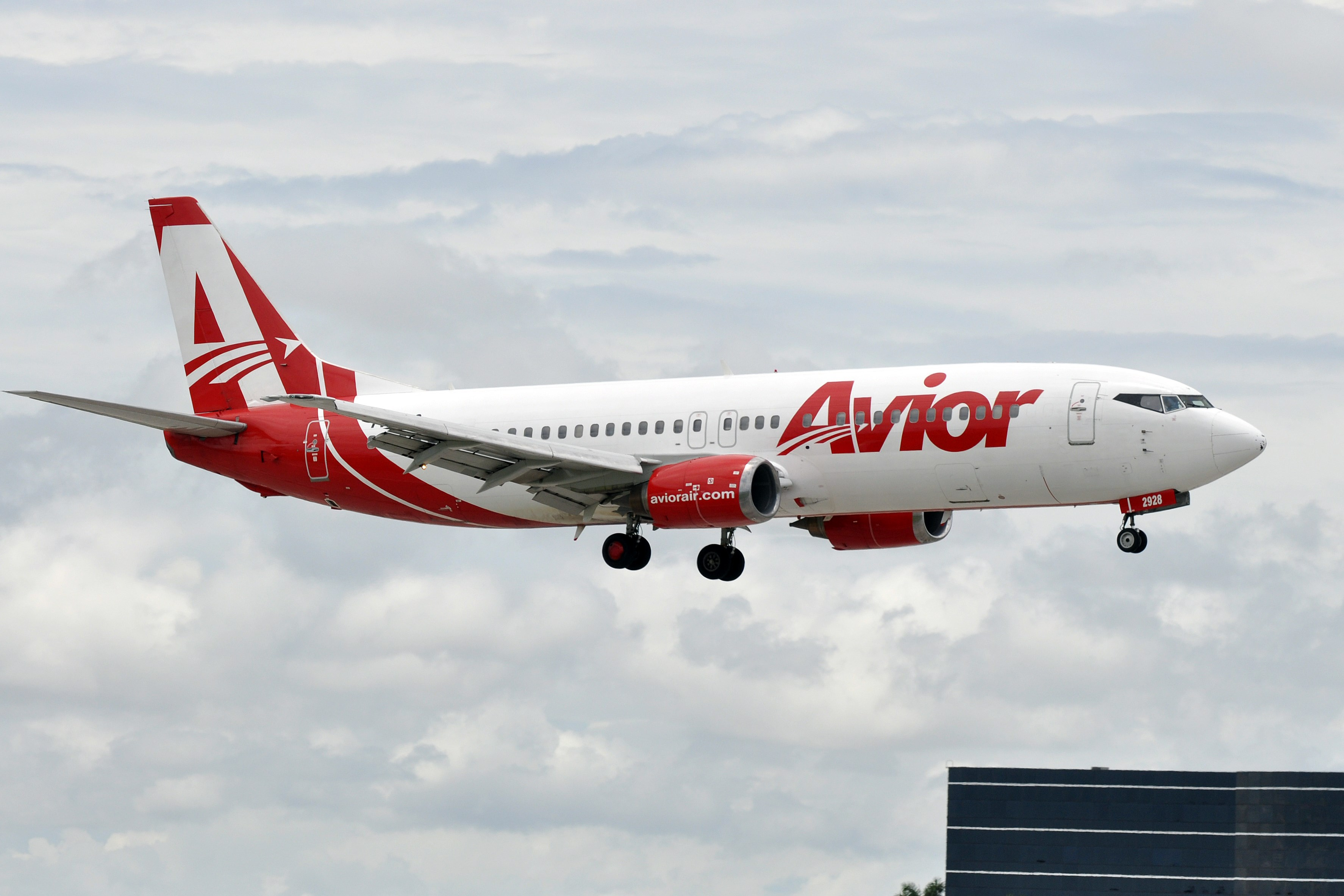
Un Boeing 737-400 d'Avior Airlines en phase d'approche.

### Flotte actuelle
En octobre 2020, la flotte d'Avior Airlines est constituée des avions suivants :

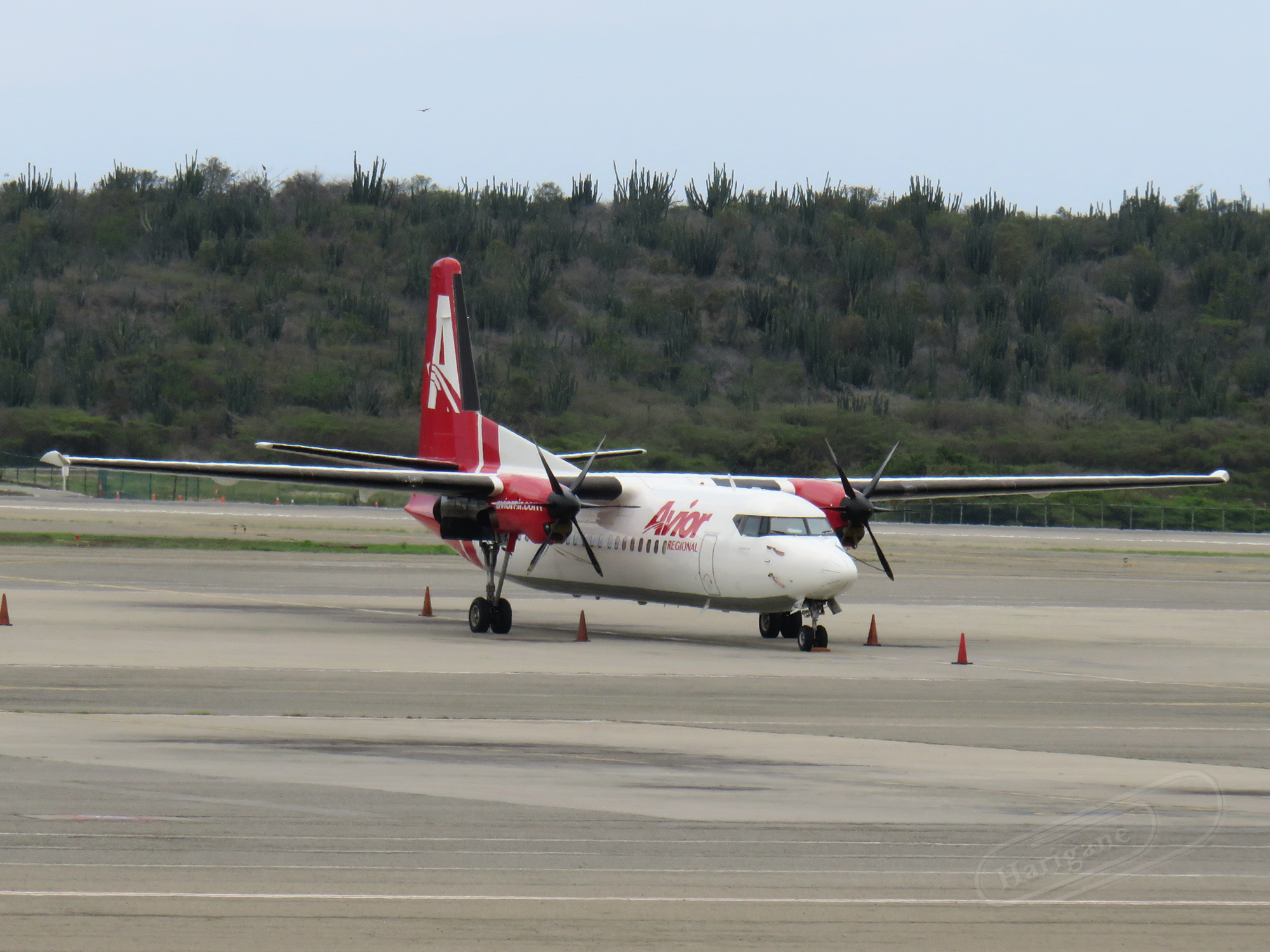
Un ancien Fokker 50 d'Avior Airlines.

### Flotte ancienne
La compagnie a par le passé opéré les types d'avions suivants :
- Aero Commander 500
- Airbus A340-300
- Beechcraft 1900C
- Beechcraft 1900D
- Cessna 172
- Cessna 208
- Cessna Skymaster
- Dornier Do 28
- Embraer 120
- Fokker 50